# アッセンブリーズ・オブ・ゴッド
アッセンブリーズ・オブ・ゴッド（Assemblies of God, 中国語：神召会）はアメリカ合衆国ミズーリ州スプリングフィールドに本部を持つ、キリスト教プロテスタントのペンテコステ派世界最大の一派。 米国では米国福音同盟に加盟し、日本では日本アッセンブリーズ・オブ・ゴッド教団が日本福音同盟に加盟している。
2018年の調べによると、世界規模での信徒は約69,200,000人。世界190カ国に広がり、教会の数では、世界規模では375,310ほど点在する。

## 大学
アメリカにはアッセンブリー教団の大学が全国に19あり、私立総合大学として神学や聖書学等のキリスト教系学問は勿論、ビジネス学や経済学、スポーツ科学等といった一般的な総合大学と変わらない学問も取り扱っている。

## 著名な教会
- 汝矣島純福音教会（韓国）
- ヒルソング教会（オーストラリア）